# Badminton na Letních olympijských hrách 2020
Badminton na Letních olympijských hrách 2020 v Tokiu se konal od 24. července do 2. srpna 2021.

## Medailisté

### Muži
| Kategorie    | Zlato                                | Stříbro                             | Bronz                                      |
| ------------ | ------------------------------------ | ----------------------------------- | ------------------------------------------ |
| dvouhra mužů | Viktor Axelsen · Dánsko (DEN)        | Čchen Lung · Čína (CHN)             | Anthony Sinisuka Ginting · Indonésie (INA) |
| čtyřhra mužů | Tchaj-wan · Lee Jang · Wang Čch'-lin | Čína · Li Ťün-chuej · Liou Jü-čchen | Malajsie · Aaron Chia · Soh Wooi Yik       |

### Ženy
| Kategorie   | Zlato                                             | Stříbro                              | Bronz                                      |
| ----------- | ------------------------------------------------- | ------------------------------------ | ------------------------------------------ |
| dvouhra žen | Čchen Jü-fej · Čína (CHN)                         | Tchaj C'-Jing · Tchaj-wan (TPE)      | P. V. Sindhu · Indie (IND)                 |
| čtyřhra žen | Indonésie · Greysia Poliiová · Aprijani Rahajuová | Čína · Čchen Čching-čche · Ťia I-fan | Jižní Korea · Kim So-yeong · Kong Hee-yong |

### Smíšené
| Kategorie       | Zlato                                 | Stříbro                                | Bronz                                          |
| --------------- | ------------------------------------- | -------------------------------------- | ---------------------------------------------- |
| smíšená čtyřhra | Čína · Wang I-lu · Chuang Tung-pching | Čína · Čeng S'-wej · Chuang Ja-čchiung | Japonsko · Juta Watanabeová · Arisa Higašinová |

## Přehled medailí
| Pořadí | Země        | Zlato | Stříbro | Bronz | Celkem |
| ------ | ----------- | ----- | ------- | ----- | ------ |
| 1      | Čína        | 2     | 4       | 0     | 6      |
| 2      | Tchaj-wan   | 1     | 1       | 0     | 2      |
| 3      | Indonésie   | 1     | 0       | 1     | 2      |
| 4      | Dánsko      | 1     | 0       | 0     | 1      |
| 5      | Indie       | 0     | 0       | 1     | 1      |
| 5      | Japonsko    | 0     | 0       | 1     | 1      |
| 5      | Malajsie    | 0     | 0       | 1     | 1      |
| 5      | Jižní Korea | 0     | 0       | 1     | 1      |
| celkem | celkem      | 5     | 5       | 5     | 15     |